# تکیه روستای مقریکلا
تکیه روستای مقریکلا مربوط به دوره زند - دوره قاجار است و در شهرستان بابل، بخش‌بند پی غربی، روستای مقریکلا واقع شده و این اثر در تاریخ ۱۵ شهریور ۱۳۵۴ با شمارهٔ ثبت ۱۰۹۳ به‌عنوان یکی از آثار ملی ایران به ثبت رسیده‌است.